# Occlusione della vena centrale della retina
In oculistica, per occlusione (trombosi) della vena centrale della retina si intende la presenza di coaguli o trombi nella vena centrale della retina. La vena centrale della retina è l'equivalente venoso dell'arteria centrale della retina e ha la funzione di drenare il sangue dalla retina. Il risultato della condizione è simile a quello osservato nella sindrome ischemica oculare, che però ha origine arteriosa. Dal momento che l'arteria e la vena centrale della retina sono l'unica fonte di approvvigionamento e di drenaggio del sangue per la retina, l'occlusione può portare a gravi danni e alla cecità, ciò per via dell'ischemia (apporto di sangue diminuito) ed edema (gonfiore).
La patologia può essere anche causa di glaucoma.
La trombosi non ischemica è la forma più lieve della malattia. Essa può, tuttavia, avanzare al tipo ischemico più grave.

## Trattamento
Il trattamento consiste nella somministrazione di farmaci anti-VEGF, come il ranibizumab o l'impianto intravitreale di steroidi (Ozurdex) e la fotocoagulazione panretinica. Anche le condizioni di base che hanno portato alla condizione (come la presenza di uno stato di trombofilia) richiedono un trattamento. La condizione non ischemica ha una prognosi migliore visuale rispetto a quella di origine ischemica.